# 17198 Gorjup
17198 Gorjup (2000 AA31) là một tiểu hành tinh vành đai chính được phát hiện ngày 3 tháng 1 năm 2000 bởi nhóm nghiên cứu tiểu hành tinh gần Trái Đất phòng thí nghiệm Lincoln ở Socorro.